# Jafet Soto
Jafet Soto Molina (ur. 1 kwietnia 1976 w San José) – kostarykański piłkarz występujący na pozycji pomocnika, trener piłkarski, menadżer sportowy.

## Kariera klubowa
Soto seniorską karierę rozpoczął w 1994 roku w zespole CS Herediano z Primera División de Costa Rica. Jego barwy reprezentował przez rok. W 1995 roku trafił do meksykańskiego Monarcasu Morelia. Spędził tam 2,5 roku. Na początku 1998 odszedł do Club Atlas, gdzie spędził pół roku. Następnie występował w CF Pachuca, Puebla FC oraz Tecos UAG.
W 2001 roku Soto wrócił do Monarcasu, a na początku 2002 roku do Herediano. W tym samym roku ponownie został graczem meksykańskiej Puebli. W połowie sezonu 2002/2003 wrócił do Herediano, a po jego zakończeniu ponownie trafił do Puebli. W latach 2004–2006 znów grał jednak dla Herediano.
W 2006 roku podpisał kontrakt z amerykańskim Realem Salt Lake. W MLS zadebiutował 27 sierpnia 2006 roku w przegranym 0:6 pojedynku z New York Red Bulls. 16 października 2006 roku w zremisowanym 1:1 meczu z CD Chivas USA strzelił swojego jedynego gola w MLS. W barwach Realu zagrał 8 razy i zdobył 1 bramkę.
Pod koniec 2006 roku Soto wrócił do Herediano, gdzie w 2009 roku zakończył karierę.

## Kariera reprezentacyjna
W reprezentacji Kostaryki Soto zadebiutował w 1994 roku. W 1997 roku został powołany do kadry na Copa América. Na tamtym turnieju, zakończonym przez Kostarykę na fazie grupowej, zagrał w meczach z Brazylią (0:5) i Kolumbią (1:4).
W 2000 roku wziął udział w Złotym Pucharze CONCACAF. Wystąpił na nim w pojedynkach z Kanadą (2:2), Koreą Południową (2:2) oraz Trynidadem i Tobago (1:1, 1:2 po dogrywce). W spotkaniu z Kanadą strzelił także gola. Z tamtego turnieju Kostaryka odpadła w ćwierćfinale.
W 2005 roku Soto ponownie znalazł się w kadrze na Złoty Puchar CONCACAF. Zagrał na nim w pojedynkach z Kanadą (1:0), Kubą (3:1), Stanami Zjednoczonymi (0:0) i Hondurasem (2:3). W meczach z Kanadą i Kubą zdobył także po jednym golu. Tamten turniej Kostaryka zakończyła na ćwierćfinale.
W latach 1994–2005 w drużynie narodowej Soto rozegrał 63 spotkania i zdobył 10 bramek.